# Silon
Silon ist der Handelsname einer Kunstfaser, die zu den Polyamiden gehört und in der Tschechoslowakei produziert wurde. Die Kunstfaser wurde von Otto Wichterle während des Zweiten Weltkriegs erfunden. Wichterle gilt ebenso als Erfinder der modernen Kontaktlinsen.
Wichterle erforschte als Angestellter der Firma Baťa in Zlín Polyamide und Caprolactame und erfand 1941 während dieser Tätigkeit eine Kunstfaser, die er Silon nannte. Diese Kunstfaser wurde in der ehemaligen Tschechoslowakei als Ersatz für Nylon bei der Produktion der ersten nahtlosen Strümpfe und Strumpfhosen für Frauen verwendet. Heute wird diese Faser nicht mehr hergestellt.